# Кефалогематома
Кефалогематома (cephalhaematoma) (от греч. κεφαλή Голова и αἷμα Кровь) — кровоизлияние возникающее между надкостницей и наружной поверхностью черепных костей. Гематома ограничивается краями той или иной кости черепа, чаще теменной, реже затылочной. Исчезает через 3 — 8 недель. Лечение обычно не требуется: при нагноении — хирургическое лечение, антибиотики.
Кефалогематома относится к родовым травмам новорожденного и представляет собой кровоизлияние, которое располагается между костями черепа и надкостницей (соединительной тканью).
Внешне кефалогематома выглядит как припухлость в области головы.
Частота кефалогематомы составляет 3-5 случаев на 1000 новорожденных.
Процесс образования кефалогематомы связан со смещением кожи вместе с надкостницей при прохождении головки плода через родовые пути. При смещении надкостницы происходит разрыв сосудов, располагающихся между ней и костью,  кровотечение и образование участка – кармана, заполненного жидкой кровью.
Количество крови в кефалогематоме варьирует от 5 до 150 мл. Кровь долгое время остается жидкой и не сворачивается, что связано с недостатком факторов свертывания у новорожденного.

## Виды
По размеру поднадкостничного кровоизлияния выделяют три степени кефалогематомы:
- 1 степень – диаметр кровоизлияния 4 и меньше см;
- 2 степень – диаметр кефалогематомы 4,1 – 8 см;
- 3 степень – диаметр кровоизлияния более 8 см (в случае множественных кефалогематом оценивается общая площадь кровоизлияний).

По сочетанию кефалогематомы с другими возможными повреждениями различают:
- кефалогематома с переломом костей черепа;
- кефалогематома с повреждением головного мозга (эпидуральная гематома, отек головного мозга или кровоизлияние в мозг);
- сочетание кефалогематомы с неврологическими проявлениями (очаговая и общая мозговая симптоматика).

По локализации кровоизлияния выделяют кефалогематомы теменной (наиболее часто встречается), лобной, затылочной (распространены реже) и височной кости (очень редкая локализация).

## Причины
Во время родовой деятельности происходит смещение кожных покровов головы и надкостницы от костей черепа, в результате чего возникает повреждение субпериостальных сосудов (сосуды, идущие от надкостницы к костям черепа). Так формируется кровоизлияние над костью.
Причины, которые приводят к образованию кефалогематомы, могут быть связаны как с плодом, так и с матерью.
Со стороны плода:
- крупный плод, диабетическая фетопатия;
- неправильное положение и предлежание плода (тазовое, поперечное, лицевое предлежание);
- пороки развития плода (гидроцефалия);
- переношенная беременность (слишком плотные кости плода не дают головке в родах конфигурироваться);

Со стороны матери:
- наложение акушерских щипцов или вакуум-экстракция плода (в настоящее время применяется редко);
- несоответствие головки плода и размеров таза матери (анатомически и клинически узкий таз);
- затяжные или стремительные роды;
- дискоординация родовых сил;
- экзостозы тазовых костей, травмы таза в анамнезе;
- возраст женщины (старше 35 лет).

Также кефалогематома может быть гипоксического происхождения: обвитие или передавливание пуповины в родах, западение языка ребенка, наличие большого количества слизи в дыхательных путях плода.

## Симптомы кефалогематомы
Проявления кефалогематомы становятся заметными на 2 – 3 день, когда родовая опухоль спадает.
Размеры кровоизлияния с первого дня рождения имеют тенденцию к увеличению, из-за дефицита свертывающих факторов крови новорожденного - кровь длительное время остается жидкой, поэтому нет возможности затромбировать кровяными сгустками поврежденные сосуды.
На ощупь кефалогематома упругая, при давлении на область кровоизлияния можно ощутить перемещение жидкости.
Если кефалогематома имеет небольшие размеры, она начинает уменьшаться на 7 – 8 день и проходит бесследно. В случае значительных размеров кровоизлияния процесс его рассасывания может затянуться на несколько месяцев. Нередко в области локализации кефалогематомы наблюдается перелом (трещина) кости.
Кефалогематома всегда имеет четкие границы в виде уплотненного валика по окружности кровоизлияния.
Отграничение кефалогематомы связано с плотным сращением надкостницы с костями черепа в области швов, поэтому кровоизлияние располагается в области одной кости.

## Диагностика
Дифференциальную диагностику проводят с родовой опухолью, кровоизлиянием под апоневроз (имеет тестоватую консистенцию, плоское и пересекает швы), мозговой грыжей (выпячивание мозговых оболочек через родничок).
В отличие от кефалогематомы родовая опухоль (отек подкожной клетчатки) и подапоневротическое кровоизлияние при пальпации имеют плотную тестоватую консистенцию, не имеют четких плотных границ и могут занимать область нескольких костей. Мозговая грыжа представляет собой выпячивание мозговых оболочек, а иногда и фрагмента мозговой ткани через родничок или швы черепа.
Из дополнительных методов обследования применяют:
- краниограмму (рентгенограмму костей черепа) для исключения костных повреждений в прямой и боковой проекциях;
- нейросонографию (определяет очаги повреждения в головном мозге);
- УЗИ кефалогематомы (позволяет определить точные размеры, исключает мозговую грыжу);
- компьютерную томографию (используется при подозрении на повреждение тканей головного мозга).

Диагностика кефалогематомы не представляет трудностей. Осмотр головы с характерными признаками в 99% случаев позволяют установить диагноз.
Дополнительно применяется УЗИ кефалогематомы, которое позволяет определить ее размеры, наличие или отсутствие перелома черепной кости или мозговой грыжи.
Возможно использовать рентгенологическое исследование при подозрении на перелом.

## Лечение кефалогематомы
В лечении кефалогематомы участвует неонатолог и детский хирург (по показаниям). При небольших размерах кровоизлияния ребенку назначают препараты кальция (глюконат кальция) и витамин К на 3 – 5 дней с целью остановки кровотечения и стимуляции выработки свертывающих факторов.
Кефалогематому с размерами 8 и более см необходимо пунктировать (пункцией занимается детский хирург) и аспирировать жидкую кровь. Затем накладывается давящая повязка.
Мамам необходимо помнить, что ребенка с кефалогематомой нельзя укачивать.
В случае нагноения гематомы (повышение температуры, воспаление кожи над кровоизлиянием) следует ее вскрыть, удалить гной и сгустки крови. После чего рану дренируют, назначают повязки с антисептиками и антибиотики.
Лечение в стационаре неосложненной кефалогематомы продолжается 7 – 10 дней, а осложненной - месяц и более. В дальнейшем ребенок в течение года находится на учете у детского хирурга и невропатолога.
Если причиной кефалогематомы является заболевание крови со снижением свертывания, то, в первую очередь, необходимо начать лечение основной болезни

## Осложнения и прогноз
Возможные осложнения кефалогематомы:
- анемия (из-за кровопотери);
- желтуха (пропитавшая окружающие ткани кровь распадается до билирубина и попадает в сосудистое русло);
- нагноение;
- оссификация кефалогематомы (изменение формы черепа).

Прогноз для детей с кефалогематомой в большинстве случаев благоприятный.

## Последствия
Редко, но кефалогематома не проходит бесследно. Возможны следующие последствия:
- отставание ребенка в психическом и речевом развитии;
- ДЦП;
- появление неврологической симптоматики;
- общие проблемы со здоровьем.